# Sixième législature d'Andorre
La sixième législature après la constitution du Conseil général d'Andorre s'est ouverte en 2011 et s'est terminée en 2015.

## Composition de l'exécutif
- Syndic général : Vicenç Mateu Zamora
- Sous-syndic : Mònica Bonell Tuset

## Composition du conseil général
| Parti | Parti            | Membres |
| ----- | ---------------- | ------- |
|       | démocrate        | 22      |
|       | social-démocrate | 6       |
| Total | Total            | 28      |

## Liste des conseillers généraux de 2011-2015

### Circonscriptions paroissiales

#### Canillo
Haut de page

#### Encamp
Haut de page

#### Ordino
Haut de page

#### La Massana
Haut de page

#### Andorre-la-Vieille
Haut de page

#### Sant Julià de Lòria
Haut de page

#### Escaldes-Engordany
Haut de page

### Circonscription nationale
Haut de page